# Bergknalle
Bergknalle eller bergsknalle avser en avgränsad kulle av berg i dagen av ringa höjd, men som tydligt avviker i höjdled från omgivande mark och som slipats slät av inlandsisen. "Knalle" avser just att berget i huvudsak har en jämn och slät yta. Ordet kläpp har samma betydelse i vissa delar av Sverige men kan då också avse en betydligt högre bergformation. Släta bergknallar i dagen med obefintlig beväxning som sticker upp ur marken är typiska för slättlandsområden där jordskorpan slipats slät av tjock inlandsis under tusentals år som exempelvis i Sverige och Finland. Den släta ytan har medfört att jord inte kan samlas på samma sätt som på en ojämn skrovlig bergyta med sprickbildningar och saknar därför ofta helt beväxning i form av buskar och träd, utan är i huvudsak beväxta med mossa i inlandet eller i skärgården lavar som kan få fäste i bergytans mikroskopiska sprickor.
Bergknallar var tidigt föremål för forntida folkstammars inknackning av runor som bildade s.k. runhällar, till skillnad från resta släta stenar med runor, s.k. runstenar.